# A (muziek)
De A, ook la genoemd, is een van de stamtonen die een hele toonafstand hoger ligt dan de G (en een hele toon lager dan de B. In de reine stemming heeft het interval G – A de grootte 9:10 en het interval A – B de grootte 8:9.
Op een pianoklavier ligt de A in de groep van drie zwarte toetsen telkens tussen de tweede en derde zwarte toets. De vijfde snaar van een klassieke gitaar is gestemd op de A.
A4 wordt gehanteerd als internationale stemtoon. De frequentie van deze toon is vastgesteld op 440 Hz.

## Octavering
In de onderstaande tabel staan de toonhoogten van de tonen A in de verschillende octaven, uitgaande van de standaard toonhoogte van de stemtoon.
| Musicologische benaming | Helmholtznotatie | Octaafnaam           | Frequentie (Hz) |
| ----------------------- | ---------------- | -------------------- | --------------- |
| A-1                     | A,,,             | Subsubcontra-octaaf  | 13.75           |
| A0                      | A,,              | Subcontra-octaaf     | 27.5            |
| A1                      | A,               | Contra-octaaf        | 55              |
| A2                      | A                | Groot octaaf         | 110             |
| A3                      | a                | Klein octaaf         | 220             |
| A4                      | a′               | Eengestreept octaaf  | 440             |
| A5                      | a′′              | Tweegestreept octaaf | 880             |
| A6                      | a′′′             | Driegestreept octaaf | 1760            |
| A7                      | a′′′′            | Viergestreept octaaf | 3520            |
| A8                      | a′′′′′           | Vijfgestreept octaaf | 7040            |
| A9                      | a′′′′′′          | Zesgestreept octaaf  | 14080           |

## In muzieknotatie

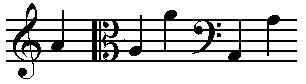
Voorstelling van de A in 3 sleutels (achtereenvolgens: vioolsleutel (A4), altsleutel (A3 en A4), en bassleutel (A2 en A3))